# Edelweiss Air
Edelweiss Air er et flyselskab med base i Kloten, Schweiz der primært flyver charter og ruteflyvninger fra Zürich Airport. Selskabets navn kommer fra den uofficielle nationalblomst i Schweiz, Edelweiss, som også er malet på flyflåden.

## Historie
Flyselskabet blev grundlagt den 19. oktober 1995 i Bassersdorf, Schweiz, med kun ét McDonnell-Douglas MD-83 fly. Flåden blev efterfølgende udvidet og fornyet. I 1998 blev nye Airbus A320 fly indført for at erstatte MD-83'erne, og i 1999 blev langdistanceflyvninger påbegyndt ved hjælp af en større Airbus A330-200. I marts 2011 fik Edelweiss Air tilføjet et Airbus A330-300 fly til sin flåde.
Swiss International Air Lines købte i november 2008 Edelweiss Air af rejsekoncernen Kuoni Travel. Edelweiss havde på daværende tidspunkt 190 ansatte. Swiss er senere blevet opkøbt af det tyske selskab Lufthansa, men Edelweiss Air flyver videre som et selvstændigt datterselskab.

## Flåde
Edelweiss Air flyflåde består af følgende fly med en gennemsnitsalder på 11.8 år. (September 2013):